# Montañas Făgăraș
Las montañas Făgăraș ( en rumano: Munții Făgărașului ; en húngaro: Fogarasi-havasok) son las montañas más altas de los Cárpatos del Sur, en Rumanía. Forman parte del grupo montañoso Făgăraș.

## Geografía
La cordillera está situada en el corazón de Rumanía, 
La cordillera limita al norte con la depresión de Făgăraș, a través de la cual fluye el río Olt, y al oeste con el valle del Olt (Valea Oltului). A pesar de su nombre, Făgăraș, ubicado 20 km al norte, no es el pueblo más cercano a la cordillera, que no tiene asentamientos importantes. Otras ciudades importantes de los alrededores son Brașov y Sibiu.
Los lagos glaciares incluyen: Bâlea (2034 m, 46.508 m2, 11,35 m de profundidad), el más grande. El lago más alto se encuentra en el valle glaciar Hărtopul Leaotei. El lago glaciar más profundo es Podragu (2140 m, 28.550 m2 15,5 m de profundidad). Otros lagos: Urlea (2170 m, 20,150 m2 ) y Capra (2230 m, 18,340 m2 ).
Los picos más altos son:
| - Moldoveanu 2,544 m - Negoiu 2,535 m - Viștea Mare 2,527 m - Lespezi 2,516 m - Cornul Călțunului 2,510 m | - Vânătoarea lui Buteanu 2,507 m - Hârtopul Darei 2,506 m - Dara 2,501 m - Scărișoara Mare 2,495 m - Mușetescu 2,495 m | - Capra 2,494 m - Roșu 2,489 m - Negoiu Mic 2,485 m - Podragu 2,482 m - Urlea 2,473 |

## Conflictos
La decisión de designar las montañas como parque nacional se produjo en 2016, y ha resultado controvertida con la población local que busca proteger el acceso a la madera y los productos forestales. En realidad, la cordillera tiene complejos acuerdos de tenencia de la tierra, por lo que solo una parte podría ser designada así inicialmente, con la ayuda de la inversión privada. También hay planes para desarrollar una estación de esquí, a los que se oponen los conservacionistas pero que apoyan muchos residentes de los pueblos de los alrededores, que buscan mejores medios de vida y oportunidades económicas.

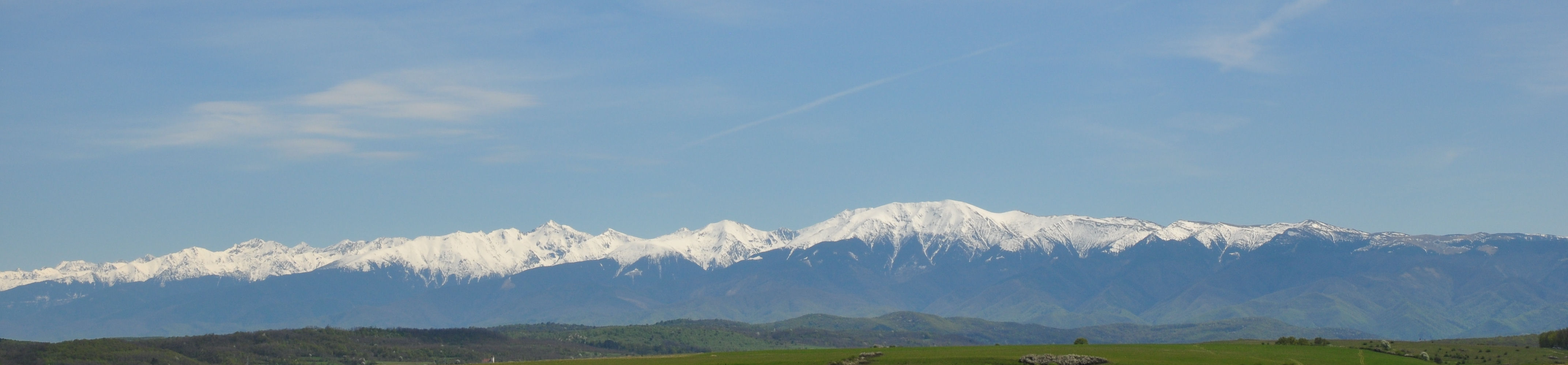
Vista panorámica desde Sibiu